# Albert Sammt

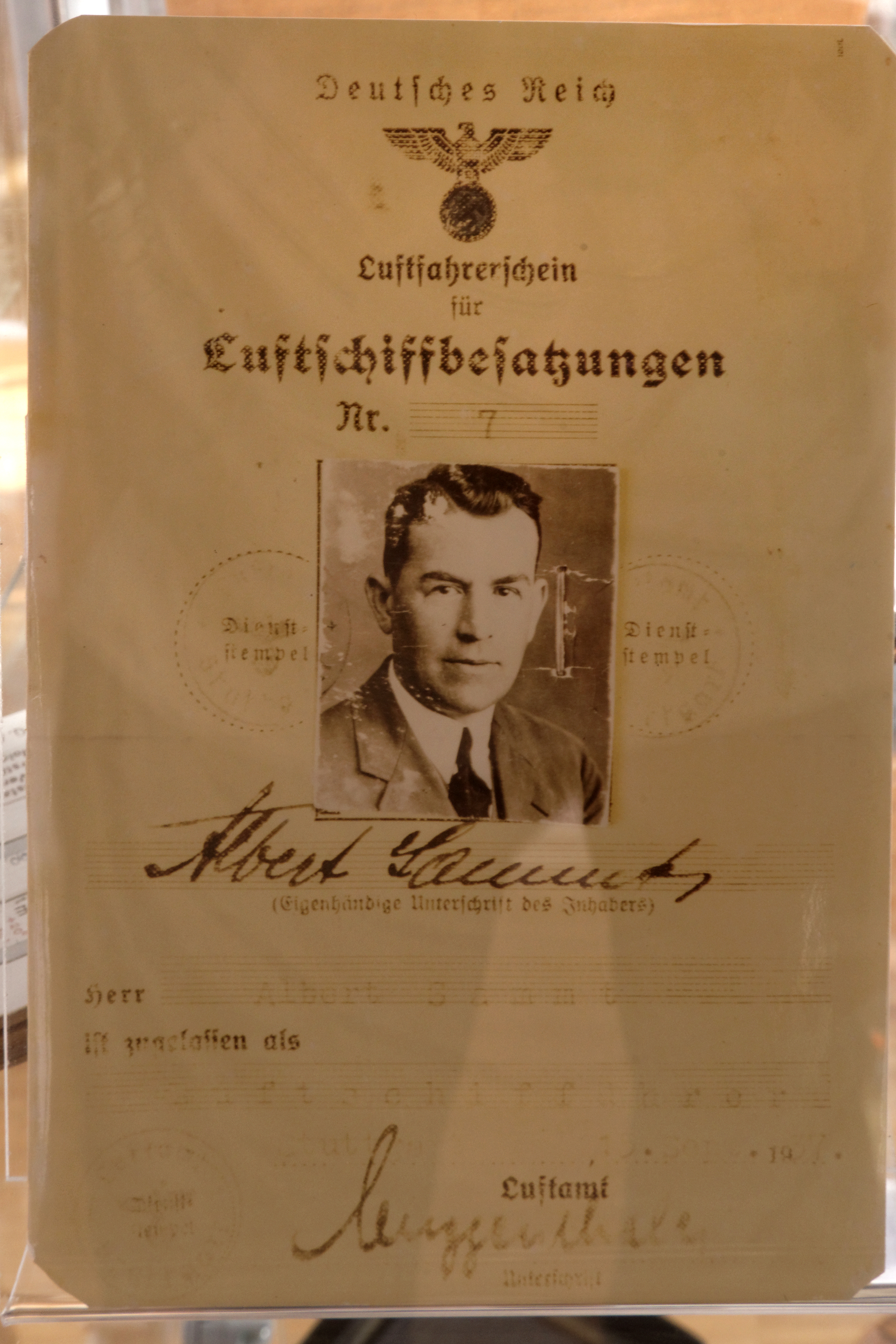
Luftfahrerschein von Albert Sammt

Albert Sammt (* 24. April 1889 in Niederstetten; † 21. Juni 1982 ebenda) war ein deutscher Luftschiffer und bekannt als Zeppelin-Kommandant.

## Leben
Albert Sammt wurde als Sohn eines Seilers geboren. Seine Eltern betrieben zudem ein Kolonialwarengeschäft. Sein älterer Bruder Fritz, der als Besatzungsmitglied auf LZ 10 „Schwaben“ beschäftigt wurde, vermittelte ihm eine Stelle bei der Luftschiffbau Zeppelin, bei der er zunächst ab Januar 1912 als Seitensteuermann und Zellenpfleger arbeitete, ab dem Sommer desselben Jahres aber auf LZ 11 „Victoria Luise“ zum Höhensteuermann ausgebildet wurde. Ab 1915 arbeitete Sammt auf der Luftschiffwerft in Berlin-Staaken, auf der Zeppeline zu militärischen Zwecken gebaut wurden. Zunächst nur einfaches Crewmitglied, war er 1919 Steuermann auf allen Fahrten von LZ 120 „Bodensee“. Während der ersten Atlantik-Überquerung des Zeppelins LZ 126 in die Vereinigten Staaten im Jahr 1924 war er Höhensteuermann und bildete Angehörige der US-Marine zum Betrieb des Luftschiffes aus. 1927 wurde Sammt von Ludwig Dürr auf die Werft der Luftschiffbau Zeppelin in Friedrichshafen geholt und war seitdem auf verschiedenen Fahrten von LZ 127 „Graf Zeppelin“ als Navigator und Höhensteuermann tätig.
Als Erster Offizier befand er sich am 6. Mai 1937 an Bord von LZ 129 „Hindenburg“ und überlebte die Hindenburg-Katastrophe mit großflächigen, jedoch überwiegend oberflächlichen Verbrennungen. Bereits am 27. September 1938 war er wieder im Einsatz, nun als Kommandant von LZ 130 „Graf Zeppelin“. Als Kommandant führte Sammt am 20. August 1939 mit LZ 130 auch die letzte Fahrt eines großen Verkehrsluftschiffes durch.
Bei den Reichsparteitagen der NSDAP 1933, 1934, 1935 und 1936, bei denen der Zeppelin als Propagandainstrument der Nazis eingesetzt wurde, war Sammt als Besatzungsmitglied des Luftschiffs an Bord. „Ausschließlich der Wahlpropaganda für die NSDAP und den Führer“ diente eine dreitägige Zeppelin-Fahrt im März 1936, an der Sammt ebenfalls teilnahm. „Unzählige Zettel mit dem Wahlspruch ‚Sagt JA zu Hitler‘ waren bereitgestellt, um über den Städten abgeworfen zu werden. Außerdem waren riesige Lautsprecher an den Schiffen montiert worden, mit denen die Parolen und Marschmusik zur Erde geschmettert werden sollten.“ Als Hitler nach dem „Münchner Abkommen“ am 2. Dezember 1938 zu einer Propagandaveranstaltung in das annektierte Reichenberg (Sudetenland) kommt, soll das Luftschiff „Graf Zeppelin“ mit Kommandant Sammt an Bord Hitlers Auftritt „eine besondere Note“ verleihen. „Als besondere Attraktion hatte man uns etwa dreißig Hakenkreuzfahnen aus leichtem Papier von zirka 1,5 auf 3 Meter Größe an Bord mitgegeben. Die wurden aus dem Kommandostand in der unteren Heckflosse abgeworfen, worauf sie langsam an Fallschirmen zur Erde sanken. Dann wurden noch zentnerweise Zettel mit dem Spruch: ‚Dein JA dem Führer!‘ abgeworfen.“
Nachdem er im Oktober 1941 einen entsprechenden Antrag gestellt hatte, wurde er zum 1. Januar 1942 Mitglied der NSDAP (Mitgliedsnummer 8.827.359.69).
Nach dem Zweiten Weltkrieg beriet Sammt als Repräsentant der Kohle-Union verschiedene Industriebetriebe und trat 1977 in den Ruhestand. Er starb am 21. Juni 1982 im Alter von 93 Jahren in Niederstetten.

## Ehrungen
Sammts Heimatstadt Niederstetten ernannte ihn 1937 zum Ehrenbürger. Es gibt dort ein Albert-Sammt-Museum in der Bibliothek, Hauptstraße 52 A. Außerdem ist eine der Hauptstraßen Niederstettens nach ihm benannt.

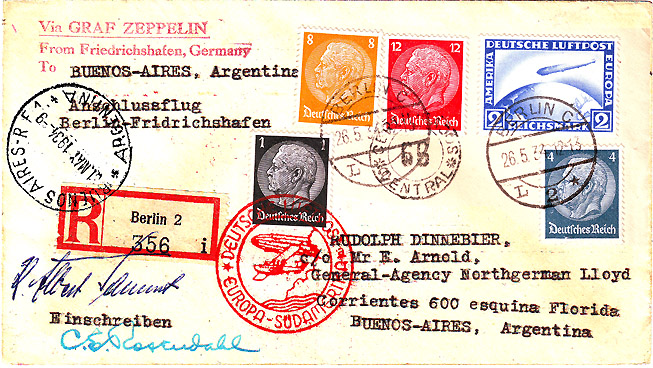
Briefumschlag, unterschrieben von Kapitän Albert Sammt, befördert mit LZ 127 Graf Zeppelin auf dem ersten Südamerikaflug (von zehn) während der Saison 1934

## Werke
- Albert Sammt: Mein Leben für den Zeppelin. Verlag Pestalozzi Kinderdorf, Wahlwies 1981, ISBN 3-921583-02-0.